# Sdružená vstřikovací jednotka

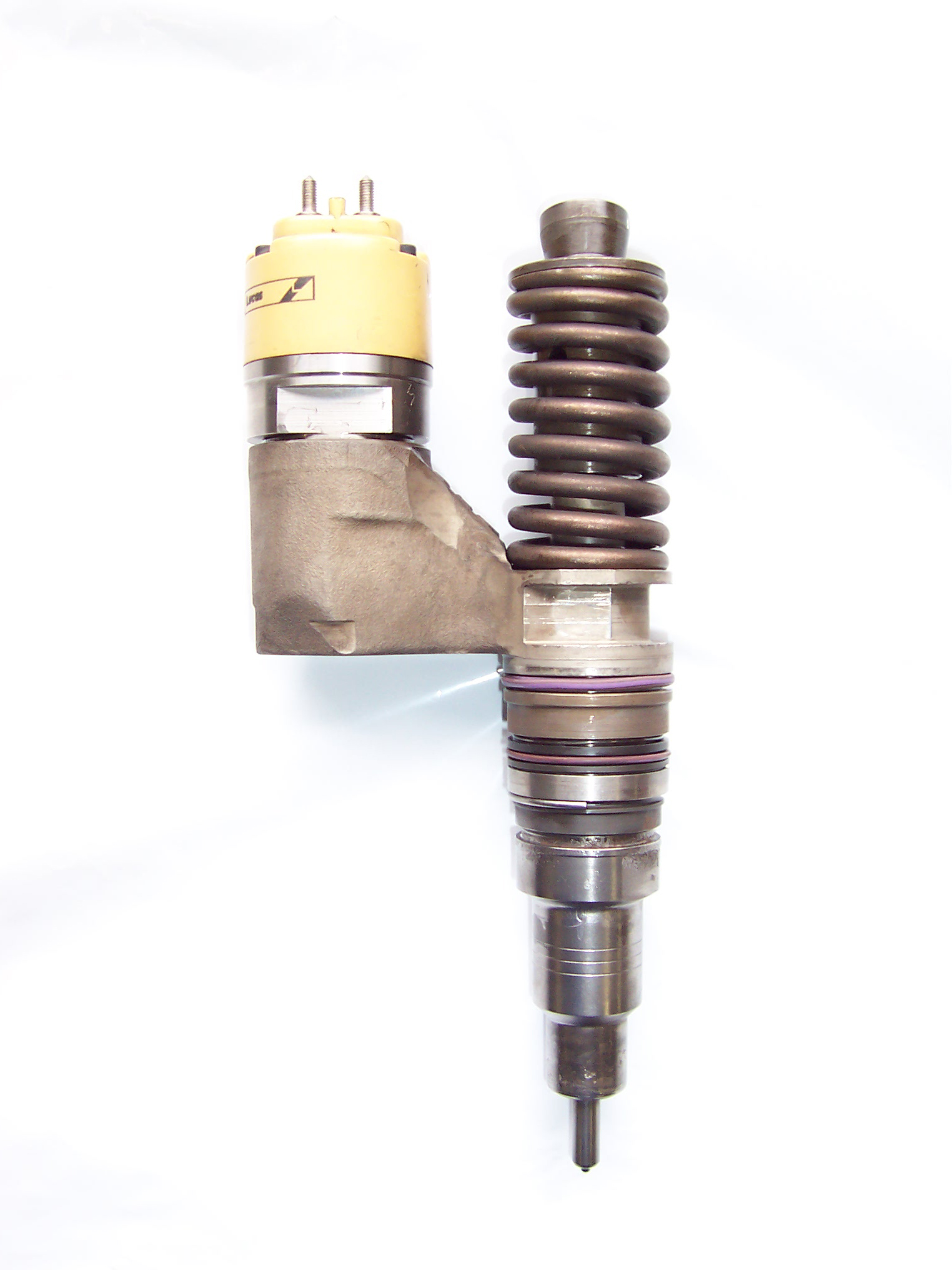
Starší sdružená vstřikovací jednotka společnosti Lucas

Sdružená vstřikovací jednotka nazývaná i systém čerpadlo-tryska (anglicky UIS – Unit Injector System, německy PD – Pumpdüse) je způsob realizace hydraulického pístového vstřikování kapalného paliva pro vznětové motory. Vstřikovací čerpadlo a vstřikovací tryska tvoří jednu jednotku. Montuje se do hlavy válců. Jednotka je většinou poháněna vačkovým hřídelem, čili řešení je vhodné pro motory s rozvodem OHC. Absence vysokotlakého vedení umožňuje dosáhnout vysokých vstřikovacích tlaků až 220 MPa. Vstřik ovládá řídicí jednotka motoru prostřednictvím vysokotlakého elektromagnetického ventilu. Třetí generace systému používá 2 ventily – jeden na řízení pohybu jehly (otevírání / zavírání) vstřikovače a druhý k řízení vstřikovacího tlaku.